# Robert Merz
Robert Merz (* 25. November 1887 in Wien; † 30. August 1914 in  Poturzyn, Russisches Reich, heute Polen) war ein österreichischer Fußballspieler. Der Stürmer spielte meist auf der Position des Rechtsverbinders und nahm mit der österreichischen Fußballnationalmannschaft an den Olympischen Spielen 1912 in Stockholm teil.

## Karriere
Robert Merz begann seine Karriere bei der Deutschen Jungmannschaft Währing, die sich 1902 mit dem Hernalser Fußball- und Athletik-Club Vorwärts zum Deutschen Sportverein fusionierte und sich 1904 als Fußballsektion dem Schwerathletikverein Wiener Sportvereinigung, einem Vorgänger des heutigen Wiener Sport-Clubs, anschloss. Mit der Sportvereinigung, wo er im Zusammenspiel mit Willy Schmieger ein kaum zu haltendes Stürmerduo bildete, gewann Merz 1905 durch einen 2:1-Finalsieg über den Magyar AC aus Budapest den Challenge-Cup. 1907 zog es Robert Merz an die Moldau zum DFC Prag, von wo er auch erstmals in die Nationalmannschaft berufen wurde. 
Sein Debüt gab er beim Freundschaftsspiel gegen England am 6. Juni 1908, das anlässlich des Regierungsjubiläums Kaiser Franz Josephs ausgetragen wurde. Seine Treffsicherheit im Team stellte er erstmals im Duell gegen den Erzrivalen Ungarn am 7. Mai 1911 unter Beweis, als er zwei Tore zum 3:1-Sieg beisteuerte. Bei den Olympischen Spielen 1912 war Merz in vier der fünf Partien der Österreicher im Einsatz und erreichte mit der Mannschaft unter Trainer Jimmy Hogan den damals enttäuschenden zweiten Platz in der Trostrunde.
Insgesamt kam Merz auf 13 Einsätze in der A-Nationalmannschaft Österreichs. Nach dem Match gegen Ungarn am 3. Mai 1914 (2:0) nahm seine Fußballkarriere jedoch ein schlagartiges Ende. Als Frontsoldat im Ersten Weltkrieg fiel er am 30. August 1914 bei einem Gefecht bei Poturzyn durch einen Herzschuss als einer der ersten Fußballspieler und wurde von seiner Truppe am Gefechtsplatz beigesetzt.

## Erfolge
- 1 × Challenge-Cup: 1905
- Teilnahme Olympische Sommerspiele 1912: 6. Platz
- 13 Länderspiele und 5 Tore für die österreichische Nationalmannschaft von 1908 bis 1914.